# Hagfingersvamp
Hagfingersvamp (Clavulinopsis helvola) är en svampart som först beskrevs av Christiaan Hendrik Persoon, och fick sitt nu gällande namn av Corner 1950. Hagfingersvamp ingår i släktet Clavulinopsis och familjen fingersvampar.  Arten är reproducerande i Sverige. Inga underarter finns listade.

## Externa länkar

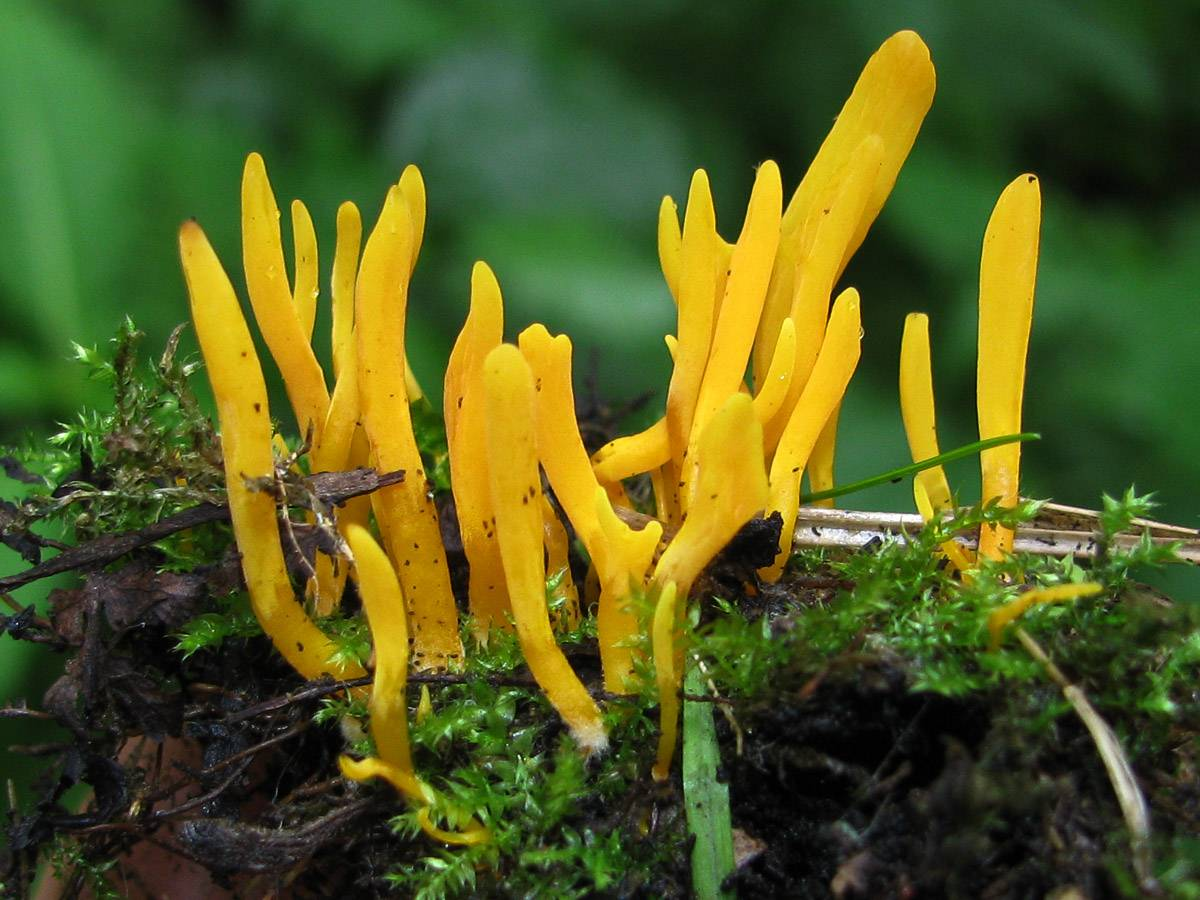
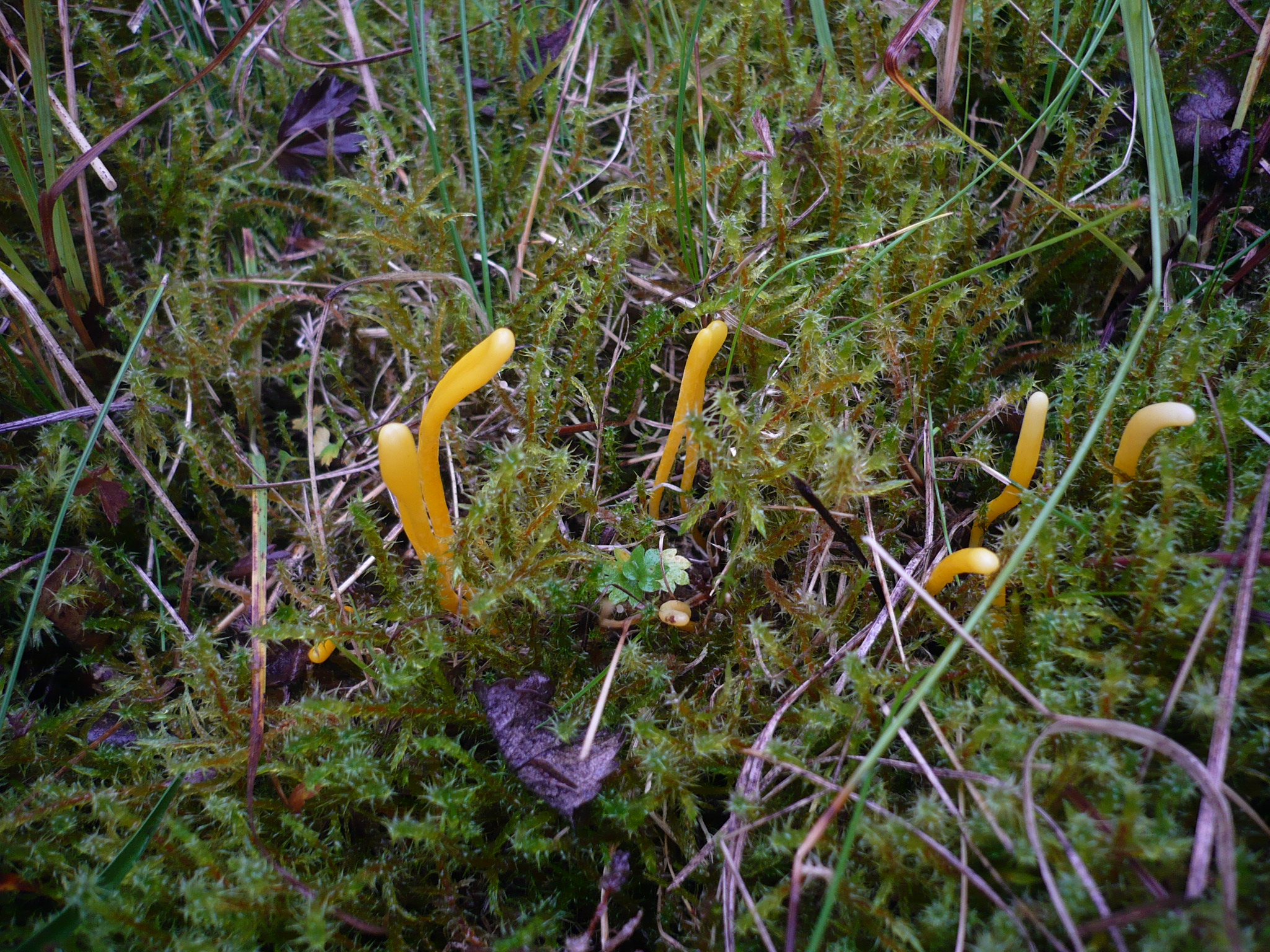